# Xavier Arpin
Xavier Arpin (ur. 10 stycznia 1973) – francuski skoczek narciarski, brązowy medalista mistrzostw świata juniorów z 1991 roku.
7 marca 1991 roku w Reit im Winkl podczas mistrzostw świata juniorów zdobył brązowy medal w konkursie drużynowym, w którym wystartował wraz z Grégory Renandem, Régisem Bajardem i Sébastienem Frénotem. Francuzi przegrali wówczas z drużynami Czechosłowacji i Finlandii.
W tym samym roku dwukrotnie wystartował w zawodach Pucharu Świata i zajął 52. miejsce w Trondheim oraz 39. miejsce w Oslo.

## Mistrzostwa świata juniorów
- Indywidualnie
  - 1989  Hamar – 27. miejsce
  - 1990  Štrbské Pleso – 26. miejsce
  - 1991  Reit im Winkl – 5. miejsce

- Drużynowo
  - 1989  Hamar – 8. miejsce
  - 1990  Štrbské Pleso – 5. miejsce
  - 1991  Reit im Winkl – brązowy medal[a]

## Puchar Świata

### Miejsca w poszczególnych konkursach indywidualnychPucharu Świata
| Źródło                                                                                       | Źródło      | Źródło      | Źródło      | Źródło  | Źródło  | Źródło     | Źródło                 | Źródło    | Źródło        | Źródło  | Źródło          | Źródło          | Źródło  | Źródło   | Źródło  | Źródło       | Źródło    | Źródło  | Źródło  | Źródło  | Źródło              | Źródło | Źródło | Źródło | Źródło | Źródło | Źródło | Źródło | Źródło | Źródło | Źródło | Źródło | Źródło | Źródło | Źródło | Źródło | Źródło | Źródło | Źródło | Źródło | Źródło | Źródło | Źródło | Źródło | Źródło | Źródło | Źródło | Źródło | Źródło |
| -------------------------------------------------------------------------------------------- | ----------- | ----------- | ----------- | ------- | ------- | ---------- | ---------------------- | --------- | ------------- | ------- | --------------- | --------------- | ------- | -------- | ------- | ------------ | --------- | ------- | ------- | ------- | ------------------- | ------ | ------ | ------ | ------ | ------ | ------ | ------ | ------ | ------ | ------ | ------ | ------ | ------ | ------ | ------ | ------ | ------ | ------ | ------ | ------ | ------ | ------ | ------ | ------ | ------ | ------ | ------ | ------ |
| Sezon 1988/1989                                                                              |             |             |             |         |         |            |                        |           |               |         |                 |                 |         |          |         |              |           |         |         |         |                     |        |        |        |        |        |        |        |        |        |        |        |        |        |        |        |        |        |        |        |        |        |        |        |        |        |        |        |        |
| Thunder Bay                                                                                  | Thunder Bay | Lake Placid | Lake Placid | Sapporo | Sapporo | Oberstdorf | Garmisch-Partenkirchen | Innsbruck | Bischofshofen | Liberec | Harrachov       | Oberhof         | Oberhof | Chamonix | Oslo    | Örnsköldsvik | Harrachov | Planica | Planica | punkty  | punkty              | punkty | punkty | punkty | punkty | punkty | punkty | punkty | punkty | punkty | punkty | punkty | punkty | punkty | punkty | punkty | punkty | punkty |        |        |        |        |        |        |        |        |        |        |        |
| -                                                                                            | -           | -           | -           | -       | -       | -          | -                      | -         | -             | -       | -               | -               | -       | 57       | -       | -            | -         | -       | -       | 0       | 0                   | 0      | 0      | 0      | 0      | 0      | 0      | 0      | 0      | 0      | 0      | 0      | 0      | 0      | 0      | 0      | 0      | 0      |        |        |        |        |        |        |        |        |        |        |        |
| Sezon 1990/1991                                                                              |             |             |             |         |         |            |                        |           |               |         |                 |                 |         |          |         |              |           |         |         |         |                     |        |        |        |        |        |        |        |        |        |        |        |        |        |        |        |        |        |        |        |        |        |        |        |        |        |        |        |        |
| Lake Placid                                                                                  | Lake Placid | Thunder Bay | Thunder Bay | Sapporo | Sapporo | Oberstdorf | Garmisch-Partenkirchen | Innsbruck | Bischofshofen | Oberhof | Bad Mitterndorf | Bad Mitterndorf | Lahti   | Lahti    | Bollnäs | Falun        | Trondheim | Oslo    | Planica | Planica | Szczyrbskie Jezioro | punkty |        |        |        |        |        |        |        |        |        |        |        |        |        |        |        |        |        |        |        |        |        |        |        |        |        |        |        |
| -                                                                                            | -           | -           | -           | -       | -       | -          | -                      | -         | -             | -       | -               | -               | -       | -        | -       | -            | 52        | 39      | -       | -       | -                   | 0      |        |        |        |        |        |        |        |        |        |        |        |        |        |        |        |        |        |        |        |        |        |        |        |        |        |        |        |
| Legenda                                                                                      |             |             |             |         |         |            |                        |           |               |         |                 |                 |         |          |         |              |           |         |         |         |                     |        |        |        |        |        |        |        |        |        |        |        |        |        |        |        |        |        |        |        |        |        |        |        |        |        |        |        |        |
| 1 2 3 4-10 11-30 poniżej 30 q – zawodnik nie zakwalifikował się - – zawodnik nie wystartował |             |             |             |         |         |            |                        |           |               |         |                 |                 |         |          |         |              |           |         |         |         |                     |        |        |        |        |        |        |        |        |        |        |        |        |        |        |        |        |        |        |        |        |        |        |        |        |        |        |        |        |

## Puchar Kontynentalny

### Miejsca w klasyfikacji generalnej
| Sezon     | Miejsce |
| --------- | ------- |
| 1991/1992 | 62.     |

### Miejsca w poszczególnych konkursachPucharu Kontynentalnego
| Źródło                                                                        | Źródło  | Źródło     | Źródło      | Źródło  | Źródło     | Źródło     | Źródło  | Źródło    | Źródło    | Źródło    | Źródło    | Źródło  | Źródło    | Źródło           | Źródło   | Źródło     | Źródło | Źródło | Źródło   | Źródło   | Źródło | Źródło | Źródło | Źródło | Źródło | Źródło | Źródło | Źródło | Źródło | Źródło | Źródło | Źródło | Źródło | Źródło | Źródło | Źródło | Źródło | Źródło | Źródło | Źródło | Źródło | Źródło | Źródło | Źródło | Źródło | Źródło | Źródło | Źródło | Źródło | Źródło | Źródło | Źródło | Źródło | Źródło | Źródło | Źródło | Źródło | Źródło | Źródło |
| ----------------------------------------------------------------------------- | ------- | ---------- | ----------- | ------- | ---------- | ---------- | ------- | --------- | --------- | --------- | --------- | ------- | --------- | ---------------- | -------- | ---------- | ------ | ------ | -------- | -------- | ------ | ------ | ------ | ------ | ------ | ------ | ------ | ------ | ------ | ------ | ------ | ------ | ------ | ------ | ------ | ------ | ------ | ------ | ------ | ------ | ------ | ------ | ------ | ------ | ------ | ------ | ------ | ------ | ------ | ------ | ------ | ------ | ------ | ------ | ------ | ------ | ------ | ------ | ------ |
| Sezon 1991/1992                                                               |         |            |             |         |            |            |         |           |           |           |           |         |           |                  |          |            |        |        |          |          |        |        |        |        |        |        |        |        |        |        |        |        |        |        |        |        |        |        |        |        |        |        |        |        |        |        |        |        |        |        |        |        |        |        |        |        |        |        |        |
| Oberwiesenthal                                                                | Oberhof | Courchevel | Sankt Aegyd | Planica | Saalfelden | Ruhpolding | Liberec | Harrachov | Willingen | Willingen | La Molina | Szczyrk | Schönwald | Titisee-Neustadt | Chamonix | Le Brassus | Sprova | Meldal | Feldberg | Feldberg | punkty |        |        |        |        |        |        |        |        |        |        |        |        |        |        |        |        |        |        |        |        |        |        |        |        |        |        |        |        |        |        |        |        |        |        |        |        |        |        |
| 52                                                                            | 26      | 37         | 21          | 23      | 24         | 40         | -       | -         | -         | -         | 4         | -       | 42        | 53               | 48       | 41         | 21     | 39     | -        | -        | 12     |        |        |        |        |        |        |        |        |        |        |        |        |        |        |        |        |        |        |        |        |        |        |        |        |        |        |        |        |        |        |        |        |        |        |        |        |        |        |
| Legenda                                                                       |         |            |             |         |            |            |         |           |           |           |           |         |           |                  |          |            |        |        |          |          |        |        |        |        |        |        |        |        |        |        |        |        |        |        |        |        |        |        |        |        |        |        |        |        |        |        |        |        |        |        |        |        |        |        |        |        |        |        |        |
| 1 2 3 4-10 11-30 poniżej 30 dq – dyskwalifikacja - – zawodnik nie wystartował |         |            |             |         |            |            |         |           |           |           |           |         |           |                  |          |            |        |        |          |          |        |        |        |        |        |        |        |        |        |        |        |        |        |        |        |        |        |        |        |        |        |        |        |        |        |        |        |        |        |        |        |        |        |        |        |        |        |        |        |